# Al Harrah

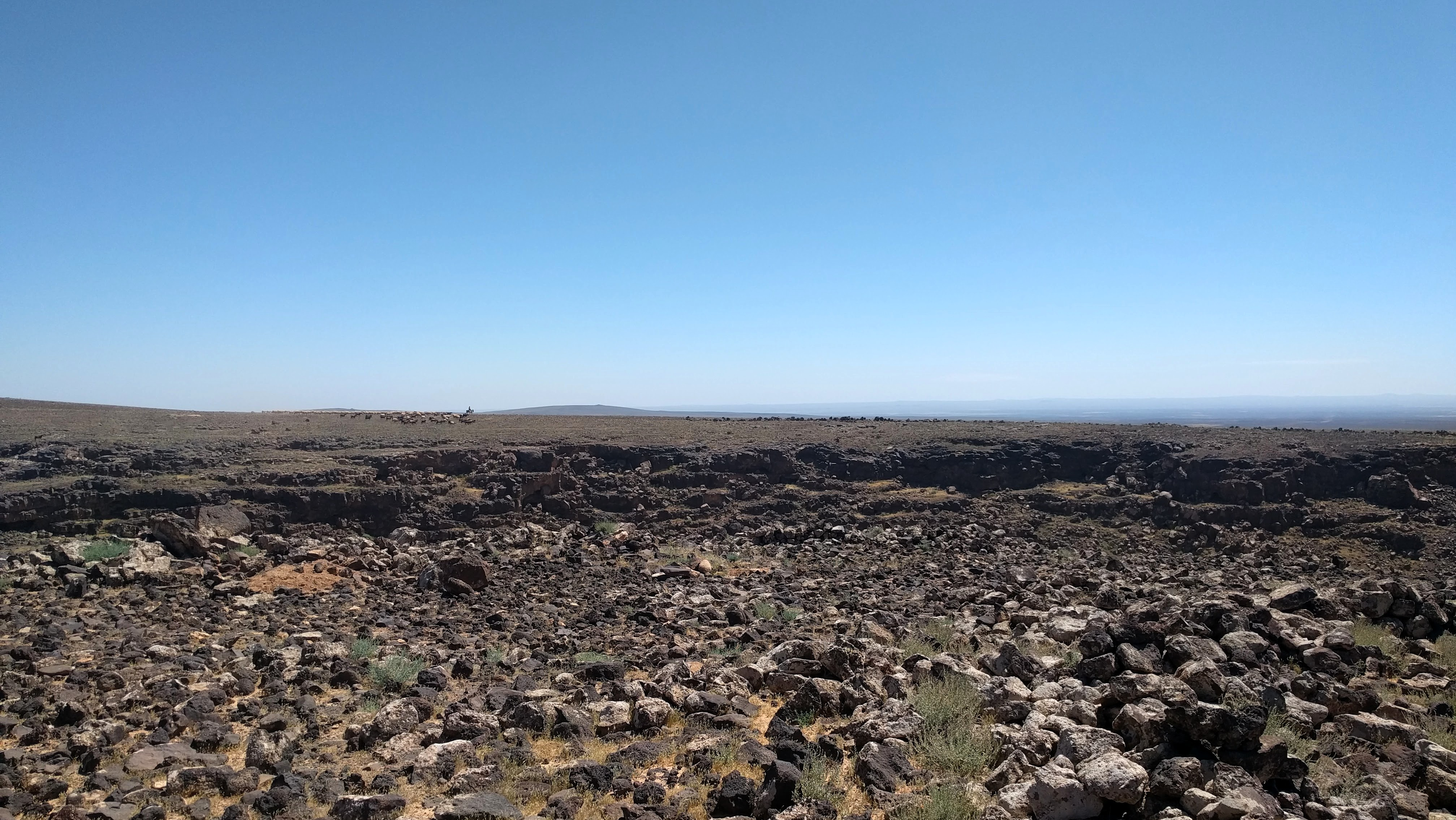

Al Harrah est une région rocheuse et volcanique se trouvant au nord-ouest de l'Arabie saoudite, frontalière de la Jordanie. Elle fait partie des aires protégées d'Arabie saoudite et s'étend sur 15 200 km2. Elle constitue la partie sud de Harrat Ash Shamah.